# Océan Pacifique
« Pacifique » redirige ici. Pour les autres significations, voir Pacifique (homonymie).
L'océan Pacifique est l'océan le plus vaste du globe terrestre. Le Pacifique fait partie de l'océan mondial et il comporte deux océans : le Pacifique Nord et le Pacifique Sud. Le Pacifique s'étend sur une surface de 165 250 000 km2, soit environ un tiers de la surface totale de la Terre et 20,45 millions km2 de plus que la surface totale de la planète Mars. Sa superficie est également supérieure à celle de l'ensemble des terres émergées de la planète. Il comprend la Polynésie et la Micronésie dans leur totalité. Avec ses mers bordières, il baigne la Mélanésie tandis que ses propres eaux bordent des îles et archipels qui font traditionnellement partie de l'Asie insulaire (Honshū, Hokkaidō et les Kouriles). Plusieurs de ses mers bordières baignent l'Insulinde pendant que d'autres espaces maritimes, comme la mer de Tasman, la mer de Corail et l'océan Indien, bordent l'Australasie.

## Toponymie
Le qualificatif de Pacifique est donné à cet océan par le navigateur portugais Fernand de Magellan en 1520, en raison des eaux calmes qu'il y rencontre. Il était alors nommé par les Européens « océan du Sud » (au sud de l'isthme de Panama) ou « océan Septentrional » (au nord), et l'usage de ces noms est resté majoritaire jusqu'à la fin du XIXe siècle.
En maori de Nouvelle-Zélande, l'océan Pacifique est appelé Te Moana-nui a Kiwa (« Le Grand Océan de Kiwa » ; Kiwa est le dieu de la mer des Maoris).

## Géographie

### Localisation
L'océan Pacifique est entouré par le golfe de l'Alaska, les eaux côtières de l'Alaska du Sud-Est et de la Colombie-Britannique et ses îles extérieures, la côte ouest des États-Unis et du Mexique depuis le cap Flattery jusqu'à la pointe méridionale de la péninsule de Basse-Californie (Cabo San Lucas), le golfe de Californie, de nouveau les côtes ouest du Mexique depuis la punta Piaxtla puis celles d'Amérique centrale et d'Amérique du Sud, l'entrée orientale du détroit de Magellan, la Terre de Feu jusqu'au cap Horn, le méridien 67°17'21"W, le continent antarctique, le méridien 146°49'37"E jusqu'au South East Cape en  Tasmanie, les côtes orientales de la Tasmanie, les limites sud et sud-est de la mer de Tasman, la Nouvelle-Zélande (Stewart Island, South Island et North Island), l'atoll de Nokanhui, les  côtes orientales de l'archipel de Vanuatu d'Anatom à Mere Lava, les  îles Duff depuis Taumako jusqu'à Obelisk Island, Nupani Island (Îles Reef, îles Santa Cruz), les côtes sud-ouest des îles Salomon (îles San Cristobal, Malaita, Santa Isabel et Choiseul), la côte sud-ouest de l'île Bougainville, la côte nord-ouest de l'île
Buka puis de la Nouvelle-Irlande, les côtes septentrionales de la Nouvelle-Hanovre, des îles Los Negros et Manus, des îles Hermit, et des atolls Ninigo, Aua et Wuvulu, les côtes nord de la Nouvelle-Guinée depuis Baudissin Point (Papouasie-Nouvelle-Guinée) jusqu'au tanjung Sele (Papouasie occidentale, Indonésie), la côte occidentale de l'île Salawati, les pointes occidentales des îles Batanta et Waigeo, les îles Kawe et Sayang, la pointe nord-est de Morotai, l'archipel des Palaos, Yap, Guam, les îles Mariannes du Nord, l'archipel Nanpō, la moitié nord de Honshū depuis la péninsule d'Izu, la limite orientale du détroit de Tsugaru, les côtes orientales d'Hokkaidō jusqu'au cap Nosappu, les îles Kouriles, la côte sud-est du Kamtchatka jusqu'à la péninsule Kamtchatski puis enfin les îles Aléoutiennes.
Toutes les îles précitées, à l'exception de la Terre de Feu, des îles Waigeo, Batanta, Salawati et Bougainville (Papouasie-Nouvelle-Guinée), des îles Choiseul, Santa Isabel, Malaita et San Cristobal (îles Salomon) et de quelques petites îles ou îlots en-deçà des limites, n'appartiennent pas à l'océan Pacifique mais aux mers bordières les abritant. C'est notamment le cas pour la Nouvelle-Zélande (mer de Tasman), Vanuatu (mer de Corail), les îles Duff et Santa Cruz (mer de Corail), les îles intérieures de l'État de Salomon (mer des Salomon), l'île de Nouvelle-Guinée, l'archipel Nanpō (mer des Philippines), les îles Kouriles (mer d'Okhotsk), les îles Aléoutiennes (mer de Béring) et les îles des archipels alaskains et ouest-canadiens (eaux côtières de l'Alaska du Sud-Est et de la Colombie-Britannique). 
Les archipels Gilbert et Galapagos sont répartis au nord et au sud de la ligne équatoriale ; toutes les îles composant ces deux ensembles relèvent cependant de l'océan Pacifique sud, y compris celles qui se trouvent dans l'hémisphère nord.
La ligne de changement de date le traverse aux alentours du 180e méridien. La plus grande dimension de l'océan Pacifique d'ouest en est correspond à un arc de grand cercle de 16 983 km joignant le tanjung Sopi, sur l'île de Morotai (Indonésie), aux côtes colombiennes (El Naranjo, Parc national naturel de Sanquianga). Sa mesure maximale du nord au sud est le méridien de 14 780 km reliant Kabuch Point en Alaska à la barrière de Ross, en Antarctique.

### Limites

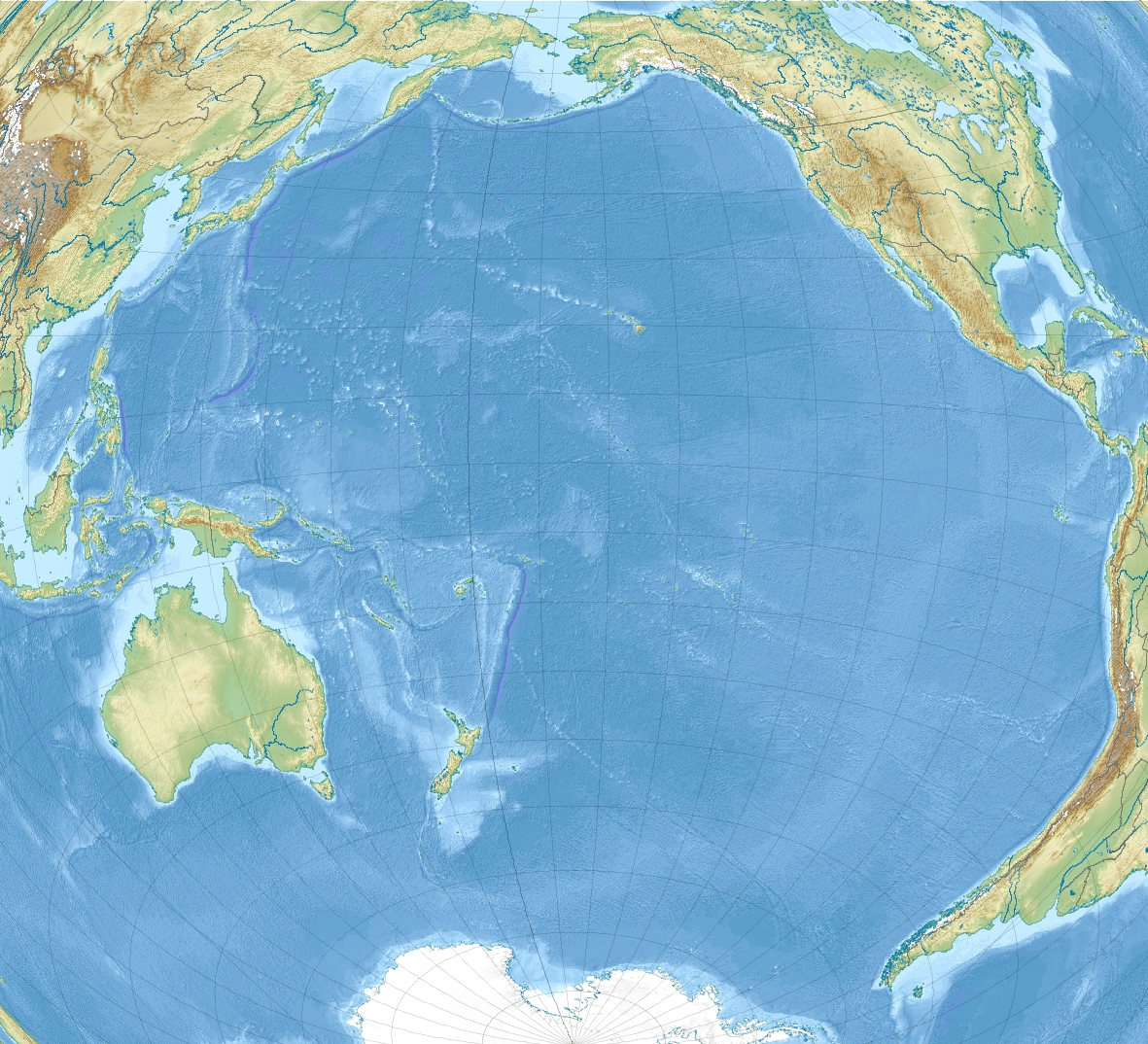
L'océan Pacifique occupe la plus grande partie de l'hémisphère terrestre dans lequel il se trouve.

L'illustration dans l'encadré de cet article montre l'océan Paciﬁque sur un planisphère : le Paciﬁque y est partagé en deux par l'équateur : le Nord et le Sud. L'Organisation hydrographique internationale (OHI) découpe les eaux adjacentes à l'océan en mers, golfes et détroits. Les limites que l'OHI donne pour les océans Paciﬁque Nord et Paciﬁque Sud excluent les mers bordières.
Son code d'enregistrement numérique auprès de l'OHI est « C », et son identification dans Limite des océans et des mers est « (57) et (61) » ; son nom français dans la nomenclature des espaces maritimes du Conseil national de l'information géolocalisée est "océan Pacifique".
L'OHI définit les limites des océans Paciﬁque Nord et Paciﬁque Sud comme suit :

#### Océan Pacifique Nord
Son code d'enregistrement numérique auprès de l'Organisation hydrographique internationale est « 07 », et son identification dans Limites des océans et des mers est (57) ; son nom français dans la nomenclature des espaces maritimes du Conseil national de l'information géolocalisée est "océan Pacifique Nord".
« Au sud-ouest :
- La limite nord-est de l'Insulinde, depuis l'équateur jusqu'à l'île de Luçon.

À l'ouest et au nord-ouest :
- Les limites est de la mer des Philippines et de la mer du Japon, et la limite sud-est de la mer d'Okhotsk.

Au nord :
- Les limites méridionales de la mer de Béring et du golfe d'Alaska.

À l'est :
- La limite ouest des eaux côtières de l'Alaska du Sud-Est et de la Colombie-Britannique et la limite méridionale du golfe de Californie.

Au sud :
- L'équateur, à l'exclusion des îles des groupes Gilbert et Galàpagos qui se trouvent dans l'hémisphère nord. »

— Organisation hydrographique internationale

#### Océan Pacifique Sud
Son code d'enregistrement numérique de l'Organisation hydrographique internationale est « 08 », et son identification dans « Limites des océans et des mers » est (61) ; son nom français dans la nomenclature des espaces maritimes du Conseil national de l'information géolocalisée est « océan Pacifique Sud ».
« 
À l'ouest :
- Partant de South East Cape, pointe sud de la Tasmanie, descendant le long du méridien 146° 55' E. jusqu'au continent antarctique.

Au sud-ouest et au nord-ouest :
- Les limites sud, est et nord-est de la mer de Tasman ;
- les limites sud-est et nord-est de la mer de Corail ;
- les limites sud, est et nord des mers de Salomon et de Bismarck ;
- et la limite nord-est de l'archipel des Indes orientales, de la Nouvelle-Guinée jusqu'à l'équateur.

Au sud :
- Le continent antarctique

Au nord :
- L'équateur, les îles Gilbert et Galápagos qui se trouvent au nord de celui-ci étant incluses dans l'océan Pacifique Sud.

À l'est :
- Le méridien du cap Horn (67° 17' 21" O) depuis la Terre de Feu jusqu'au continent antarctique,
- une ligne joignant le cap des Vierges (52° 23′ 45″ S, 68° 25′ 57″ O) au cap Espiritu Santo, en Terre de Feu, l'entrée orientale du détroit de Magellan. »

— Organisation hydrographique internationale

### Description

Carte de la ceinture de feu du Pacifique.

C'est dans l'océan Pacifique et en mer des Philippines que se trouvent les fosses les plus profondes de la Terre, avec des profondeurs dépassant 10 000 mètres dans les fosses des Kouriles, des Mariannes et des Philippines. Il comporte également de nombreux récifs coralliens dont l'île Christmas, le plus étendu et le plus ancien atoll du monde.
L'océan Pacifique est parcouru par plusieurs dorsales qui forment parfois en surface des archipels linéaires. Le Pacifique  contient des chaînes de monts sous-marins formés par des points chauds, dont la chaîne sous-marine Hawaï-Empereur et la chaîne sous-marine Louisville. Le Mauna Kea, un volcan de l'île d'Hawaï, est le sommet de cet océan avec 4 207 mètres d'altitude, dans les limites données par l'Organisation hydrographique internationale pour cet océan.
Il est entouré par la ceinture de feu et connaît de nombreux tremblements de terre. Lorsqu'ils se produisent dans l'océan, ces derniers provoquent des tsunami (raz-de-marée). Entre 1900 et 2001, 796 tsunamis ont été observés dans l'océan Pacifique par le Laboratoire Tsunamis à Novossibirsk en Russie,, et 17 % d'entre eux ont lieu près du Japon. Un centre international d'alerte, le Pacific Tsunami Warning Center, est chargé de l'observation et de l'alerte sur ces phénomènes.

### Climatologie

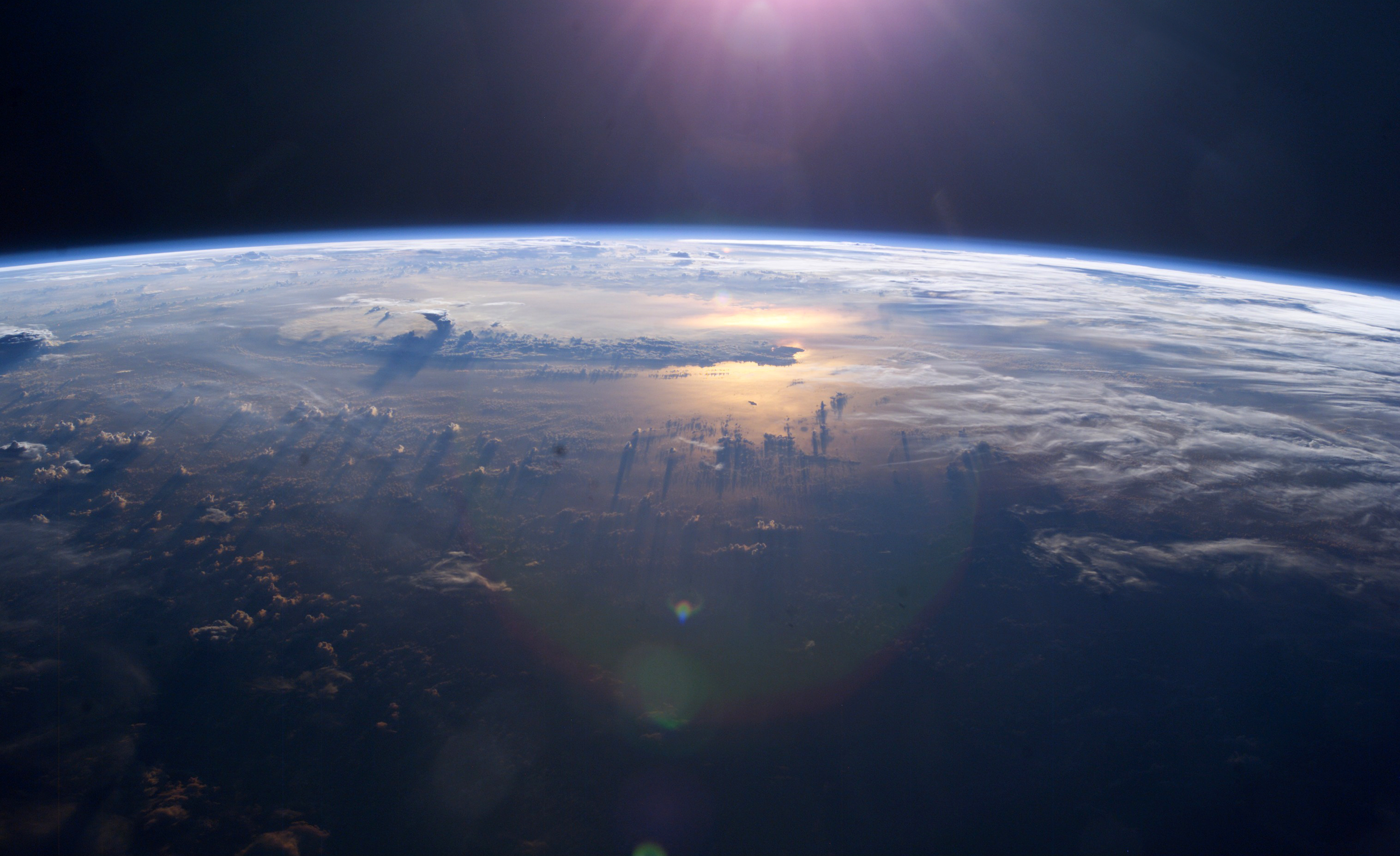
Coucher de soleil sur l'océan Pacifique vu de la Station spatiale internationale ; la forme caractéristique des cumulonimbus est aussi visible ainsi que la courbure terrestre.

On retrouve dans le Pacifique des systèmes météorologiques semi-permanents comme les anticyclones de l'île de Pâques et d'Hawaï ainsi que les dépressions des Aléoutiennes qui sont le reflet de la circulation atmosphérique générale,. Son vaste bassin est régulièrement traversé par le plus grand nombre de cyclones tropicaux de tous les bassins océaniques. Ils sont nommés ouragans dans l'est, typhons dans le nord-ouest et cyclones dans le sud-ouest.
Près de l'équateur, on retrouve la zone de convergence intertropicale et les alizés dont la position change avec les saisons, jouant un très grand rôle sur la pluviométrie de la région tropicale et la navigation maritime.
Le Pacifique Sud est parcouru par une oscillation thermique encore mal expliquée connue sous le nom d'El Niño (tous les deux à cinq ans, contrecarré par La Niña), qui exerce une influence importante sur le climat. El Niño et son pendant atmosphérique, l'oscillation australe, donnent le phénomène appelé ENSO qui est la variation climatique la plus importante de cet océan. L'effet de ce dernier se reflète non seulement dans tout son bassin mais également déborde vers les autres régions du globe par le déplacement de la circulation atmosphérique qu'il cause.
Le Pacifique est aussi le siège de variations plus complexes : il s'y produit des phénomènes à hautes fréquences (oscillation de Madden-Julian à 60-90 jours) et d'autres à très basses fréquences (son état moyen variant sur plusieurs décennies ou siècles). Ces variations ont un effet de modulation sur ENSO et en compliquent l'analyse.

### Îles et États riverains de l'océan Pacifique et de ses mers bordières

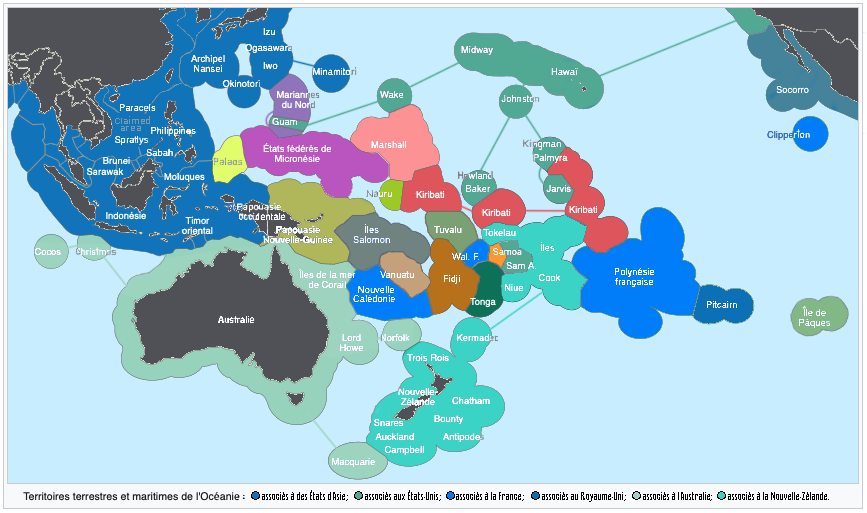
États du Pacifique selon les limites des zones économiques exclusives (200 milles marins).

Le schéma géométrique habituel des archipels et des États du Pacifique, figurant dans tous les atlas « grand public » (qui représente les États du Pacifique par des rectangles imbriqués), ne rend pas compte de la réalité des zones économiques exclusives (200 milles marins) qui permet d'appréhender la forme réelle des États dans leurs étendues terrestres et océaniques.

#### États bordant le Pacifique ou ses mers périphériques

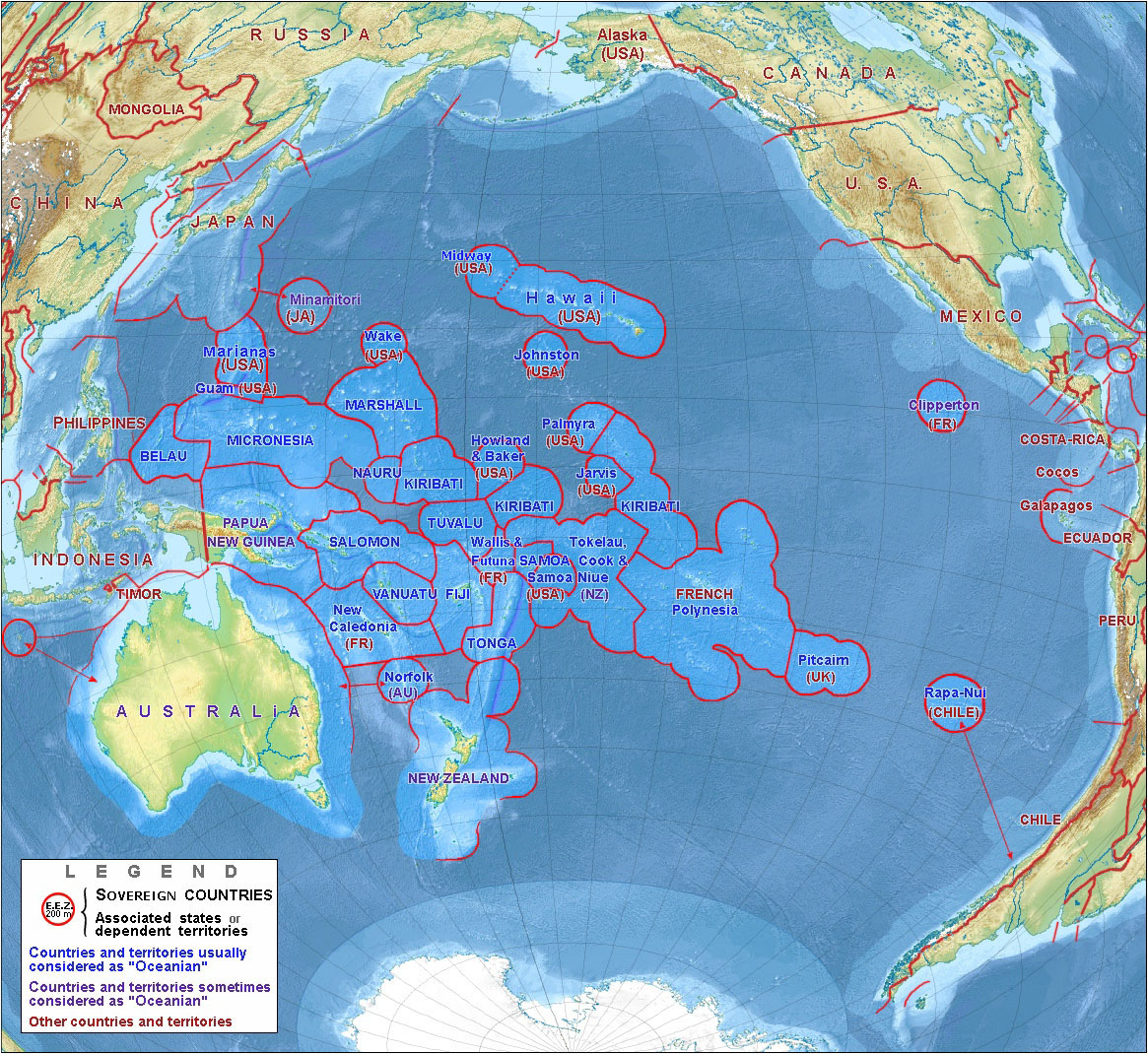
Détails des États, territoires et dépendances d'Océanie.

| - Argentine - Australie - Brunei - Cambodge - Canada - Chili - Chine - Colombie - Corée du Nord - Corée du Sud - Costa Rica - El Salvador - Équateur - États-Unis - Fidji - France | - Guatemala - Îles Cook - Îles Marshall - Îles Salomon - Indonésie - Japon - Kiribati - Malaisie - Mexique - Micronésie - Nauru - Niue - Nicaragua - Nouvelle-Zélande - Palaos - Panama | - Papouasie-Nouvelle-Guinée - Pérou - Philippines - Royaume-Uni - Russie - Samoa - Singapour - Taïwan1 - Thaïlande - Timor oriental - Tonga - Tuvalu - Vanuatu - Vietnam |

1 Le statut de Taïwan est disputé.

#### Îles éloignées et territoires relevant du Pacifique ou de ses mers bordières
| - Îles Aléoutiennes - Île Baker - Channel Islands - Île Clipperton - Île Cocos - îles Farallon - Îles Galápagos - Guam - Hawaï - Hong Kong - Île Howland - Île Jarvis - Récif Kingman - Îles Kouriles | - Macao - Îles Mariannes du Nord - Îles de la mer de Corail - Îles Midway - île Minamitori - Atoll Johnston - Archipel Juan Fernández - Nouvelle-Calédonie - Île Norfolk - Atoll Palmyra | - Île de Pâques - Îles Pitcairn - Polynésie française - Îles Revillagigedo - Samoa américaines - Tokelau - Île Wake - Wallis-et-Futuna |

## Histoire

Peuplement de l’Océanie par les Austronésiens.

Les premiers Océaniens à avoir découvert et peuplé les îles du Pacifique il y a 45 000 ans sont arrivés en pirogue à balancier. Ce sont des peuples originaires d'Asie du sud-est, qui au fur et à mesure de leurs voyages dans les différentes îles de l'Océanie proche fondent la culture Lapita vers 1300 av. J.-C.. Cette dernière devient le peuple des Austronésiens, qui explorent et peuplent ensuite l'Océanie lointaine.

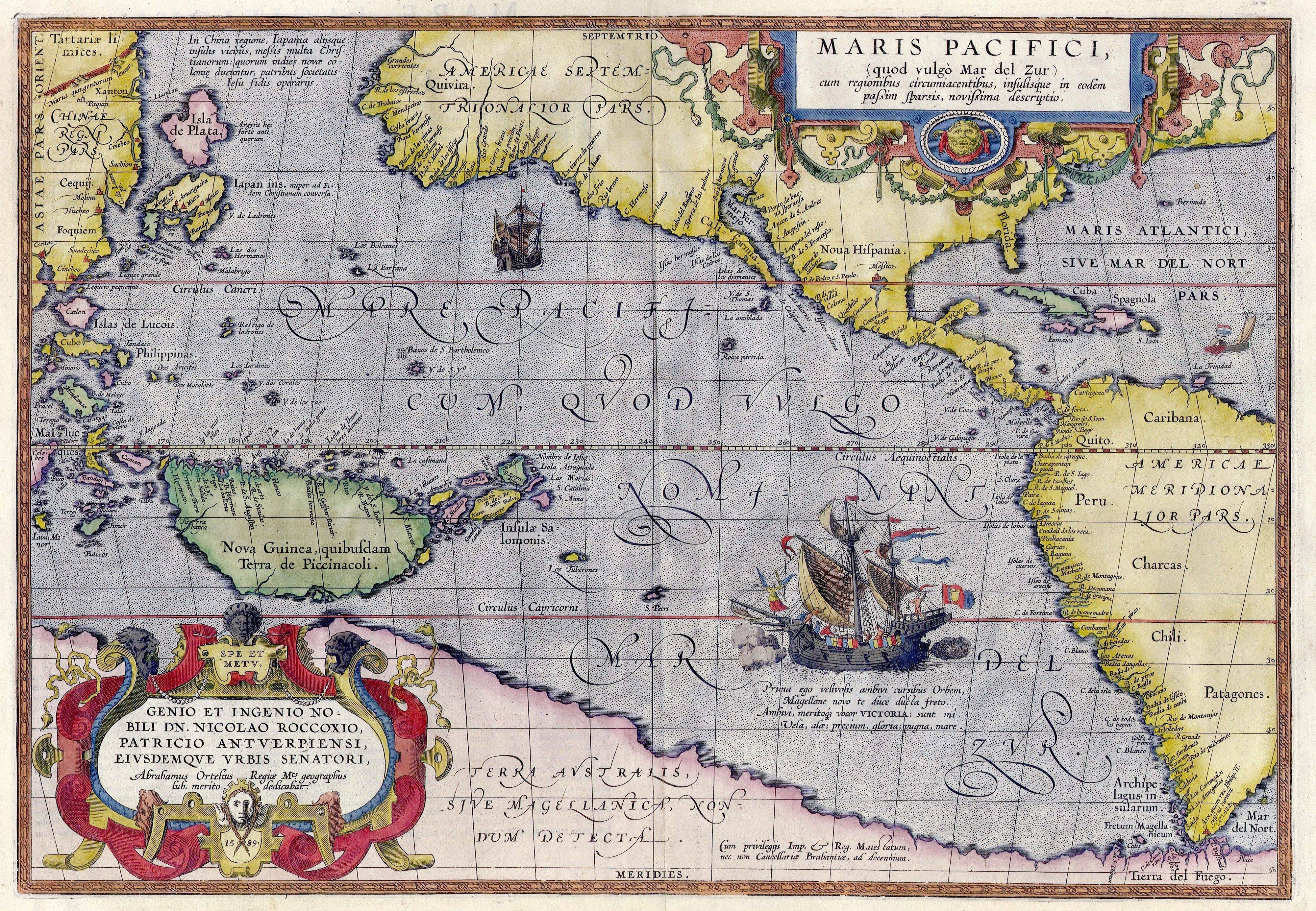
Descriptio Maris Pacifici par Ortelius (1589), une des premières cartes imprimées de l'océan Pacifique ; voir aussi le planisphère de Waldseemüller (1507).

Les premiers Européens à découvrir le Pacifique furent les membres de l'expédition de Vasco Núñez de Balboa qui l'aperçurent en 1513 après leur traversée de l'Isthme de Panama. Ce conquistador espagnol le baptise alors « mer du Sud », parce qu'elle se situe au sud de l'isthme de Panama. Ce nom prévaudra longtemps sur le nom donné par Magellan, qui ne s'imposera qu'à la fin du XIXe siècle.
Le premier Européen à y avoir navigué fut le Portugais Magellan en novembre 1520 qui le baptisa « Pacifique » à cause du temps calme qu'il rencontra pendant sa traversée de la Terre de Feu jusqu'aux îles Mariannes et de là aux futures Philippines, traversée de trois mois et vingt jours.
Au XVIIIe siècle, le nom d’« océan Pacifique » ne s’appliquait qu’à la partie sud de l’océan, la partie nord étant appelée « océan Septentrional ».

### Exploration
- Explorateurs occidentaux du Pacifique :
  - Vasco Núñez de Balboa, premier Européen à avoir atteint la « mer du Sud », le 25 septembre 1513,
  - Fernand de Magellan, réalise la première traversée de l'océan d'est en ouest en 1520-1521,
  - Álvaro de Saavedra Cerón (1527-1528),
  - Francis Drake (1577-1580),
  - Louis-Antoine de Bougainville (1767-1768),
  - James Cook (1728-1779), Jean-François de La Pérouse (1785-1788),
  - Jules Dumont d'Urville,
  - Louis Isidore Duperrey.
- Voir aussi :
  - HMS Bounty,
  - Principaux voyages d'exploration dans le Pacifique aux XVIe, XVIIe et XVIIIe siècles[20].

## Environnement

### Faune et flore
De nombreuses espèces animales et végétales sont caractéristiques de l'océan Pacifique ou de ses côtes. Nombre d'entre elles ont reçu l'épithète spécifique ou le nom subspécifique pacificus, pacifica ou pacificum .
Parmi les spécificités du Pacifique nord-est figure le fait qu'il abrite encore quelques vastes récifs d'éponges.
La population de thon obèse du Pacifique a décliné d'au moins 84 %.

### Problèmes environnementaux
Des débris plastiques de provenance mondiale polluent l'ensemble des océans ; concernant l'océan Pacifique, ils proviennent notamment de l'Asie et des États-Unis.
Un « continent de plastique » s'est formé entre la Californie et le Japon. D'une superficie estimée à six fois celle de la France en 2017, cette gigantesque étendue de déchets plastiques ne cesse de grossir.
L'océan Pacifique intéresse particulièrement les entreprises minières. Les compagnies et leurs investisseurs « se livrent à une ruée spéculative pour trouver des gisements. Les nodules polymétalliques — des concrétions rocheuses reposant sur le lit océanique — riches en minerais ont tout particulièrement retenu leur attention ». Cependant, un rapport publié en mai 2020 par Deep Sea Mining Campaign et MiningWatch Canada, synthétisant plus de 250 articles sur le sujet, souligne que « les conséquences liées à l'exploitation minière dans les eaux profondes pourraient être considérables, graves et répercutées sur plusieurs générations, avec pour principaux effets une perte des espèces et une dégradation des écosystèmes ».

### Protection de l'environnement
Il existe des règlementations nationales et internationales, ainsi que différents classements de certaines zones tels que des aires marines protégées, des réserves de Biosphère, des Parcs naturels marins…